# Acanthothecis paucispora
 (septembre 2024).
Espèce
Statut de conservation UICN

CRB2ab(ii,iii,v); C2a(i); D : 
En danger critique
Acanthothecis paucispora est une espèce de lichen de la famille des Graphidaceae. Cette espèce est présente aux États-Unis.